# Hylomantis danieli
Hylomantis danieli är en groddjursart som först beskrevs av Ruiz-Carranza, Hernández-Camacho och Jose Vicente Rueda-Almonacid 1988.  Hylomantis danieli ingår i släktet Hylomantis och familjen lövgrodor. IUCN kategoriserar arten globalt som otillräckligt studerad. Inga underarter finns listade i Catalogue of Life.